# Sotenäs (Gemeinde)
Koordinaten: 58° 21′ N, 11° 16′ O

Sotenäs ist eine Gemeinde (schwedisch kommun) in der schwedischen Provinz Västra Götalands län und der historischen Provinz Bohuslän. Der Hauptort der Gemeinde ist Kungshamn.

## Wirtschaft
Traditionell ist das Fisch verarbeitende Gewerbe in der Region ansässig und verarbeitet Hering. So gibt z. B. heute noch eine Konservenfabrik der Firma Abba Seafood in Kungshamn. Im 20. Jahrhundert entwickelte sich zunächst die Steinindustrie zu einem bedeutenden Wirtschaftszweig, jedoch verlor sie seit 1930 wieder an Bedeutung. Von diesem Industriezweig leitet sich u. a. der Name Bohus-Malmön ab (schwed. malm (unbest.) – Erz, Gestein, Mineral).
Heute ist die Region im Sommer vor allem touristisch geprägt. Dann vervielfachen sich die Einwohnerzahlen der Orte aufgrund der Sommergäste, die mit Autos und Booten anreisen.

## Wappen
Blasonierung: „In Silber mit blauem Bord ein schräglinks gestürzter blauer Plattfisch.“

## Sehenswürdigkeiten

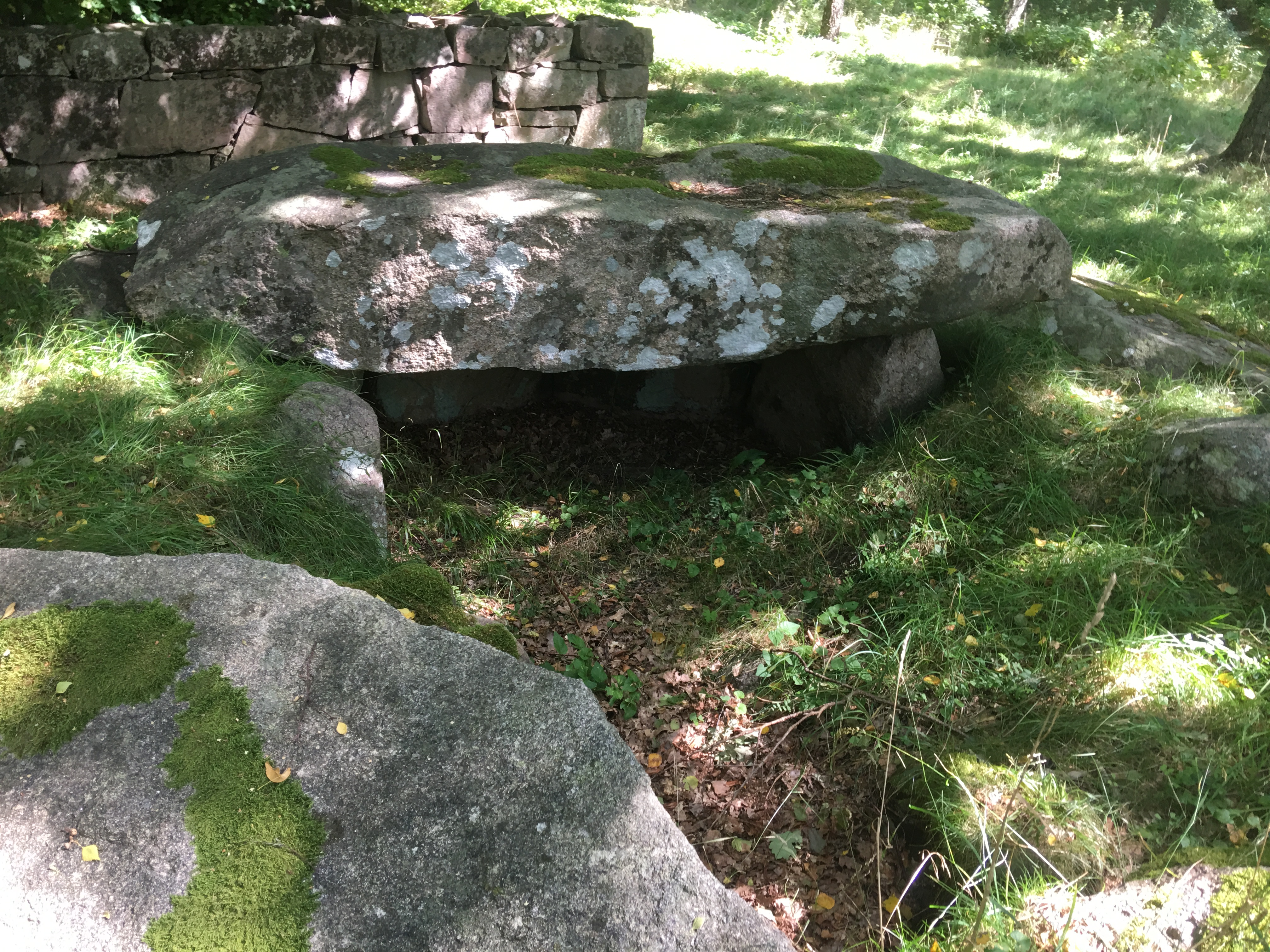
Glose Altare oder Tossene 157-1

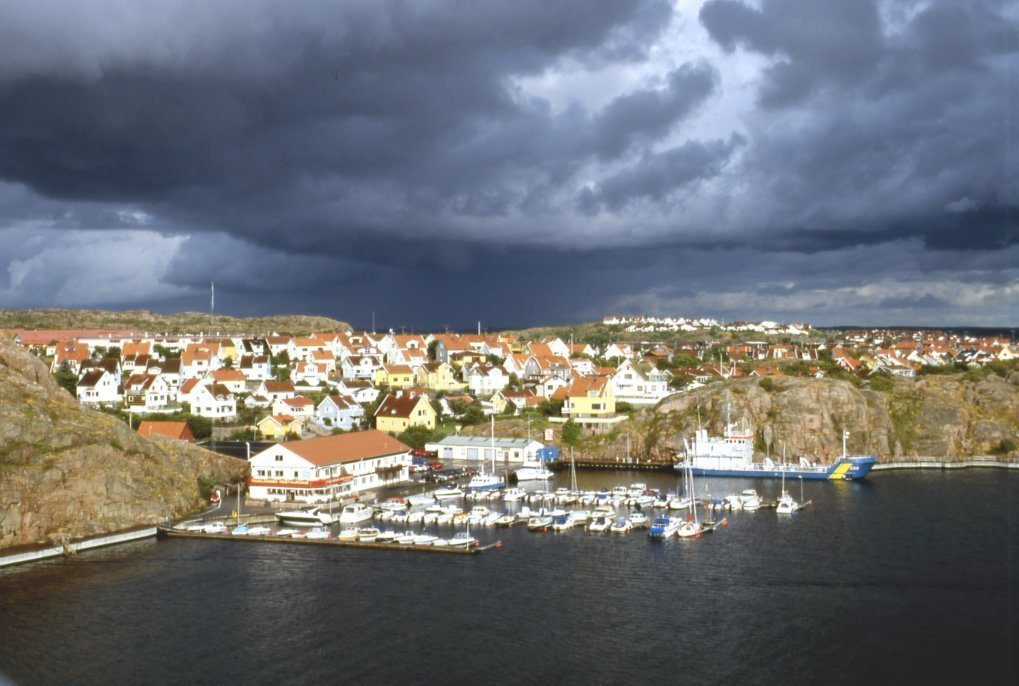
Kungshamn

In der Gemeinde gibt es zahlreiche historische Fundstellen von Bedeutung. Dies sind vor allem das Ganggrab von Åby sowie Felsritzungen und Grabhügel.
Smögen ist ein beliebtes Ausflugsziel für Touristen. Der Ort liegt auf einer Insel und ist über eine Brücke von Kungshamn zu erreichen. Am Hafen befindet sich ein circa einen Kilometer langer hölzerner Steg (schwed. "brygga"). Hier reihen sich auf der Landseite Restaurants, Fischverkäufer und Souvenirhändler und auf der Seeseite, dem Skagerrak, die Boote aneinander.

## Größere Orte
- Bohus-Malmön
- Bovallstrand
- Hovenäset
- Hunnebostrand
- Kungshamn
- Smögen
- Väjern